# 廃棄物固形燃料

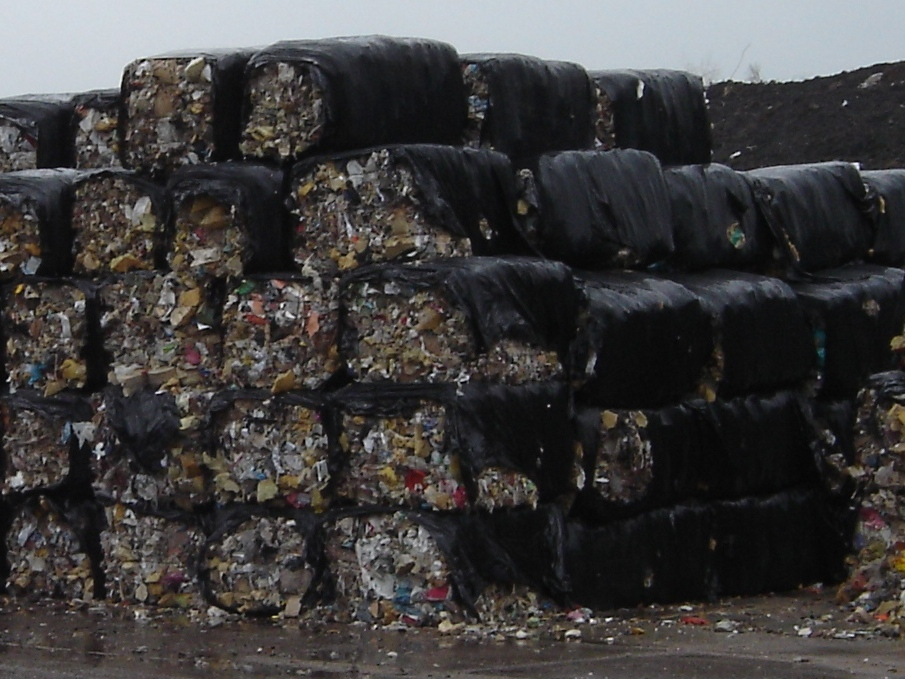
RDF

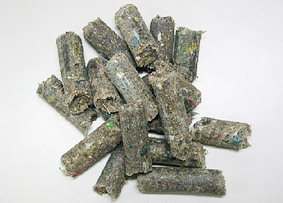
ペレット加工されたRDF

廃棄物固形燃料（はいきぶつこけいねんりょう、ごみ固形燃料、英語: Refuse Derived Fuel、RDF）とは、一般家庭から捨てられた生ゴミやプラスチックゴミなどの廃棄物を原料とした、固形燃料である。
似た固形燃料として、RPF（和製英語: Refuse Paper & Plastic Fuel）が挙げられ、こちらは、より高度に分別された、古紙や廃材木や剪定屑や廃プラスチックなどを原料として製造した物である。RDFに比べて原料が均質であるため、燃焼時の発熱量を調整し易い。またRPFは、燃焼時にダイオキシン類発生の原因となる塩素の含有量も抑え、使い道の少ない物資を、熱としてリサイクルするために製造される。
これらの固形燃料は、化石燃料価格高騰の影響を受け、製造された廃棄物固形燃料は、化石燃料の代替品として利用されるようになった。例えば、火力発電やボイラーの燃料、石灰・土砂・セメント・軽量骨材などの焼成・焼結のための燃料として活用できる。また、廃棄物固形燃料を燃焼前に乾留し、発生したガスを燃焼させる事で、気体燃料のように扱う方法もある。ただし、乾留後に固形物が残るものの、この乾留後の炭化したRDFを、軽量で品質の良い固形燃料として用いる方法もある。

## ゴミ由来燃料のRDF
本来の英語の「Refuse Derived Fuel」であるRDFとは、ゴミを原料として製造した燃料を指す。すなわち「固形」という意味は無い。例えば、アメリカ合衆国では、RDFを7種類の規格に分類してきた。
RDF-1
粗大ゴミを除去した、通常のゴミを、そのまま燃料として使用する。
RDF-2
150 mmの篩を95パーセントが通過したゴミを、そのまま燃料として使用する。
なお、RDF-2には、金属を分別した物と、金属を分別していない物とが有る。
RDF-3
50 mmの篩を95パーセントが通過したゴミから、さらに、金属やガラスを除去した物を、燃料として使用する。
RDF-4
2 mmの篩を95パーセントが通過したゴミから、さらに、金属やガラスを除去した物を、さらに乾燥させた、粉状のRDFである。
RDF-5
ゴミを、立方体状、円柱状、その他の形状のペレットに加工した、固形のRDFである。
RDF-6
液体状のRDFである。
RDF-7
ガラス状のRDFである。
参考までに、日本でRDFと呼んでいる物は、これらの中で、RDF-5に該当する物である。

## RDFの製造方法と性質
日本のRDFは家庭から収集した、生ゴミ、紙ゴミ、庭木などの剪定屑、プラスチックなどの可燃ゴミを破砕・乾燥し、接着剤を加えて練り上げて圧縮し、直径1 cmから5 cm大の円筒状のペレットにして製造される。なお、乾燥工程や圧縮工程があるため、体積は元のゴミの約5分の1程度に減る。
また、圧縮工程の前に、RDFの含水比率を下げたり、RDFの燃焼ガスに含まれる硫黄酸化物の処理などを目的として石灰も混合する場合もある。ただ、石灰を混合した場合には、燃焼後の灰に大量のカルシウム化合物が残され、この灰の処理に手間がかかるという欠点がある。
いずれの製造方法でも、RDFの原料は不均一で、含水量も多いため、燃焼時の単位重量当たりの発熱量も、瀝青炭のような良質な石炭などと比べると低い傾向にある。さらに、RDFの原料によって単位重量当たりの発熱量が変化するため、同じ量のRDFを投入しても、燃焼時に発生する温度が安定し難いという欠点を持つ。このため、簡便な炉でRDFを使用して燃焼温度を一定に保つためには、重油など何らかの補助燃料が必要とされるケースが多い。
さらに、性能の低いRDF製造プラントで、含水率の高い粗悪なRDFを製造した場合には、粗悪なRDFが、貯蔵中に微生物が繁殖して腐敗したり、場合によっては、貯蔵中などに嫌気醗酵して可燃性のガスが発生するなど、貯蔵中に問題が起こる場合もある。そのような事が起こらぬように、RDFの原料から生ゴミを除外すべきだとの提言もある。

## 日本におけるRDFの現状
廃棄物固形燃料の日本での利用は立ち遅れていたものの、1990年代後半から、廃棄物埋立場の処理能力の限界に悩む地方自治体のゴミ減量の切り札の1つとして注目を浴びた。そこで、RDF製造プラントの輸入が行われたり、日本の企業によるRDF製造プラントなどの売り込みが活発化し、一部の自治体では可燃ゴミの処理方法として、RDFの製造が導入された。
同じ頃、日本では焼却炉で発生するダイオキシンの問題が顕在化した。RDFはゴミを燃やすということで施設周辺の住民による反対運動が起き、そのためにRDF導入が中止に追い込まれた自治体も出た。それでも、1997年にはダイオキシン対策のために廃棄物焼却炉の規制が強化され、ダイオキシンの発生を防ぐため、焼却炉を大規模化し、より高温での焼却を行うように求められた。この規制に準じた規模の焼却炉を作れない地方自治体に対しては国が補助を行うことが決まり、これを使って2006年度までに88市町村が50のRDF化施設を作った。これには建設費として合計約1988億円が投じられており、そのうち国庫からの補助金は約584億円に及んだ。
ただ、原料を一般家庭に頼ったRDFは、均質になり難い上に、しばしば粗悪なRDFしか製造できないプラントが使用された結果、RDFを燃料として使用した際に、燃焼温度を安定させるために重油などが必要なケースが出た。また、原料に石灰も使ったRDFの場合には、RDFの灰に大量の石灰が残され、産業廃棄物の処理費として多額の費用を要した。2010年時点で、従来のゴミの焼却処理と比べて、RDFとして処理すると倍以上の費用が必要で、RDFを導入した自治体の財政に負担をかけた。さらに、せっかく作ったRDFも、品質が低いなどの理由で利用量が伸びず、在庫を大量に抱えた自治体も出た。このため、2010年時点で、先述の50施設のうち26施設は、わざわざ代金を支払って、製造したRDFその物を、産業廃棄物として処分していた事が、会計検査院の調査で判明した。
このような状況に、2005年以降は、日本国内で新設されたRDF製造施設は、数箇所に留まった。しかし、中には2015年に新たに稼働した北海道倶知安町のように、過去の失敗事例を踏まえても、なお新規参入する自治体も出た。倶知安町の場合は、ゴミ焼却炉の新設が難しいため、RDF化に着目しての導入決定で、15年間のRDF施設の維持管理費や補修費を加えても、高騰する焼却処理費用に比べて6割のコストで済むと計算している。なお、環境省では、単なるゴミ焼却発電の発電効率が平均12パーセントであるのに対して、RDFを利用すれば28パーセントを達成できるとの試算を行い、廃棄物処理の選択肢の1つとして有効としている。

### 日本における失敗事例
RDFの普及活動の初期段階で、RDF製造プラントのメーカーが提示した性能を、実際の操業では発揮できなかった施設が幾つも作られた。例えば、RDFの原料の高い含水率に対応し切れず、含水率の高い粗悪なRDFが製造されたりした。また、そもそもRDF製造プラントの性能が低く、製造工程でのトラブルが頻発して充分な稼動率を達成できなかった事例も出た。さらに、製造したRDFが充分に利用されず、RDF製造プラントの稼働率を落とさざるを得なかった事例も出た。

#### 御殿場・小山RDFセンター
1999年に静岡県北東部の小山町で御殿場・小山RDFセンターのRDF製造プラントが本格的に始動したものの、製造時にトラブルが続出した。プラントの稼働率が50%を上回ることがほとんど無かった上に、製造されたRDFの質はプラント製造メーカーの事前予測を遙かに下回った。結局、2015年3月31日を以って、ゴミの受け入れ、及び、施設の運転を停止し、RDF製造プラントは破棄された。

#### 多度町RDF火力発電所
2003年9月に三重県桑名郡多度町（現在の桑名市）にあったRDFを燃料とした火力発電所で、RDFを貯蔵していたサイロで火災が発生した。さらに、消火活動中に爆発が発生し、消防士を含む7人が死傷した。
爆発の原因は、RDFが嫌気醗酵した結果として発生した可燃性の気体が、何らかの理由で引火したためと考えられており、クロストリジウム属の水素を産生する細菌が関わっているとされる。ただし、これには異説もある。一般的な微生物の繁殖には水分活性0.8以上が必要であり、水分活性0.6（水分14%前後）以下では通常の微生物の繁殖は阻止される。このため、含水率1%に乾燥させているサイロのRDFが微生物によって醗酵するとは考えられないとし、大気中の水分の吸着による吸着熱が原因とする説である。吸着熱は含水率の低下に伴い増大する。乾燥物の加水による温度上昇は吸着熱と凝縮潜熱（＝蒸発潜熱）の差に由来し、製粉の調製（conditioning）で行う加水（damping）後の温度上昇はこれに当たる。また異なった含水率物質の混合による発熱は含水率の差による吸着熱の差に由来する。
この爆発後もサイロのRDFは緩やかに燃え続けたため、サイロを解体せざるを得ず、結果的に一時操業中止に追い込まれた。
その後、安全対策のために施設改修および品質管理マニュアルを整備し、試運転を経て、2004年9月に運転を再開した。また、焼失したアトラス式サイロに代わり、屋内式開放型ピット方式の新たなRDF貯蔵槽を整備し、2006年8月から貯蔵槽の運用も開始した。なお、この施設は2021年まで運用する予定だったものの、2019年に運転中止が決定し、同年9月に発電を停止した。

#### 白老町のRDF製造プラント
2009年に北海道白老町では、家庭ゴミを固形燃料化した上で、町内の製紙工場に燃料として販売するためのRDF製造プラントを稼働させた。ゴミを固形化するに当たり、高温高圧処理を加えて有害な塩素を低減させる機能が、このRDF製造プラントの目玉であった。
しかし、RDFの塩素は計算通りに低減せず、製紙工場側の基準を超過し、引き取りを拒否される事例が発生した。この結果、RDFは行き場を失い、生産も低迷した。2014年には費用が嵩む高温高圧処理を中止し、廃プラスチックや雑紙などを混ぜたRDFの生産の模索を始めたものの、状況の改善にはつながらなかった。さらに2017年には会計検査院の監査で、農林水産省の交付金で整備した高温高圧機が稼働していない事が問題視され、結局、白老町は2019年3月を以ってRDF生産施設を廃止を決定した。

### 日本での悪用事例
埼玉県の縣南衛生は、不法投棄の隠れ蓑とするためにRDFを悪用していた。同社は工場で産業廃棄物をRDFに加工し、岩手県と青森県の県境に不法投棄していた。廃棄物処理法違反で警察の捜査を受けた際に「我々は産廃の不法投棄をしているのではなく、有価物のRDFを保管しているだけだ」と主張し、刑事責任を逃れようとした。しかし裁判所は、この主張を認めず、同社に2000万円の罰金刑を課した。この後、縣南衛生は破産した。

## 中華人民共和国でのRDF
中華人民共和国で、プラスチックゴミをRDFとして用いる取り組みが見られる。

## RPF
RPFもRDFの範疇に入る。RDFの原料として利用していた一般廃棄物ではなく、排出時点で比較的均質な産業廃棄物をさらに分別した物を原料とする燃料がRPFである。
なお、RPFは「Refuse Paper & Plastic Fuel」の略であるが、これは和製英語で、「紙とプラスティックを由来とする燃料」という意味だった。例えば紙の場合は、21世紀初頭の技術では古紙としてリサイクルする事が難しい物も存在するため、そのような物を燃料として用いる、すなわちサーマルリサイクルに回すわけである。
産業廃棄物の中には、1箇所から大量に比較的均質な廃棄物が出る場合があり、燃焼させるために不都合な物質の混ざっていない状態にまで分別し易い。例えば、廃木材だけ、間伐材だけ、業者による大規模な剪定の結果出た植物の断片だけ、紙としてのリサイクルに向かない古紙だけ、塩素を含まない繊維や樹脂だけ、などなどを高度に分別した産業廃棄物を原料とする。
一般家庭からの不均質なゴミを原料とするために燃焼時の発熱量を読み難いRDFとは異なり、RPFは廃棄物の内容が明確である。したがって、燃焼時の発熱量をコントロールでき、ダイオキシンの発生原因の1つであるPVCを除外できる。さらに、一般家庭からの生ゴミのような元々水分を多く含有し易い廃棄物を除外できるので、また例えば、廃棄物を大量に貯蔵しながら乾燥させておくなどの中間処理も不可能ではないなどの理由で、含水量を少なくする事も行い易い。廃棄物の適切な処理が求められる中で、原油価格高騰の影響などもあり、サーマルリサイクルの手法の1つとして、RDFに代わり、RPFの利用が増加した。
ただし、北海道札幌市のようにRPFの製造を続ける中で、固形燃料にし易い一般廃棄物も受け入れ、RDFの製造を開始した例もある。札幌市では1990年から産業廃棄物をRPFとして加工してきたものの、2013年度から一般家庭から排出された大型のゴミをRDFの原料として活用し始めた。